# アッツ (護衛空母)
アッツ (USS Attu, CVE-102) は、アメリカ海軍の護衛空母。カサブランカ級航空母艦の48番艦。艦名はアリューシャン列島で行われたアッツ島の戦いに因んで命名された。

## 艦歴
当初「エルボア・ベイ (Elbour Bay) 」の艦名であったが、1943年11月6日に「アッツ」に改名される。1944年3月16日にワシントン州バンクーバーのカイザー造船所で起工し、1944年5月27日にジョージ・W・スティール夫人によって進水し、1944年6月30日に艦長H. F. マコムジー大佐の指揮下で就役した。
西海岸沿いでの整調後、「アッツ」は8月7日に多数の航空機と兵員を搭載しサンディエゴから真珠湾に向かう。ハワイでの2日間の停泊の後、ガダルカナル島とエスピリトゥサント島へ補充の航空機と兵員を輸送する。その後8月31日に帰国の途に就く。9月13日にサンディエゴに帰還し、間もなく整調後の信頼性試験をカリフォルニア州ターミナル島で行う。試験は9月28日に完了し、アラメダで燃料と航空機を補給し出航した。
「アッツ」は西海岸を10月1日に出航し、ニューギニアのフィンシュハーフェンに10月18日到着する。その後マヌス島のゼーアドラー湾で停泊し、真珠湾経由でアラメダに帰還する。2週間の信頼性試験の後、11月23日に真珠湾に向けて出航。補給物資と兵員を積みグアムと真珠湾を往復し、1945年1月4日にサンディエゴに帰還した。
翌1月5日、「アッツ」は信頼性試験を開始し20日には航海の準備を完了する。1月27日に真珠湾に到着し、オアフ島沖で砲術訓練及び飛行訓練を行う。2月1日にエニウェトク環礁へ向かい、10日に到着、休息後ウルシー環礁へ移動する。2月16日にウルシーを出航し、第50任務部隊に合流する。「アッツ」は前線で活動する任務部隊に補充の航空機及びパイロットを運搬する任務を命じられる。空母への補給任務後、物資の再積み込みのためグアムへ向かう。「アッツ」は後方支援任務を7月前半まで継続した。その後、修理のためサンディエゴに帰還する。7月24日に再び太平洋に展開し、日本の降伏時には本州南方の燃料補給水域を巡航中であった。
「アッツ」は11月11日に西海岸へ向かい、11月25日にマジック・カーペット作戦の任務に就く。この任務では太平洋各地に赴き、38,000マイル以上航海し、4,000名以上の帰還兵を帰国させた。
1946年5月に「アッツ」は処分が決定した。パナマ運河とフロリダ州ジャクソンビル経由でバージニア州ノーフォークへ向かい、同地で1946年6月に退役する。1946年7月3日に除籍され、1947年1月3日に売却された。
「アッツ」は第二次世界大戦の戦功で2個の従軍星章を受章した。